# 辽宁石油化工大学
辽宁石油化工大学，简称辽石化、抚油，为中国辽宁省抚顺市望花区丹东路的一所公办全日制普通高等学校。

## 校史
1950年，大连石油工业学校创建于大连，为新中国第一所石油类院校。1953年，迁至抚顺改为抚顺石油学校。1958年，改为抚顺石油学院。2000年2月由中国石油化工集团公司划转为辽宁省人民政府领导。
2002年2月，更名为辽宁石油化工大学。
2010年3月辽宁省人民政府与中石油、中石化、中海油四方签署共建学校协议。
2020年7月16日，经中华人民共和国教育部批准，辽宁石油化工大学管理的独立学院辽宁石油化工大学顺华能源学院撤销建制、停止办学。

## 校园
截至2017年5月，校园占地1906亩，藏书243.4万册。

## 院系设置
辽宁石油化工大学现设有如下院系，分别为：研究生学院、信息与控制工程学院、机械工程学院、经济管理学院、马克思主义学院、体育学院、艺术设计学院、继续教育学院、民族教育学院、化学化工与环境学部、计算机与通信工程学院、石油天然气工程学院、理学院、外国语学院、矿业工程学院、国际教育学院、创新创业学院。

## 知名校友
- 蔡希有，1982年毕业于抚顺石油学院（现辽宁石油化工大学）自动化专业本科，历任中国石化董事、高级副总裁，中国中化集团公司党组成员、总经理。2016年2月6日涉嫌严重违纪，接受组织调查。2018年12月26日蔡希有以受贿罪判处有期徒刑十二年，并处罚金人民币三百万元。